# تقدیم و تصحیح و تعلیق خزائن
خزائن نراقی حاوی مطالب گوناگون در علو م مختلف چون عرفان، فقه، حدیث، تفسیر، لغت، هیئت، نجوم، ریاضی، طب، اعداد و اوفاق، جفر و غیرذلک است. علاوه بر امور یاد شده مشتمل بر اشعار و غزلیات و امثال و حکم و لطائف و حکایات شیرینی است که بر حسن و بهاء کتاب افزوده است؛ ولی با این همه، همچون کثیری از کتب دیگر، بر اثر کثرت تصحیفات و تحریفات که در آن راه یافته بود کمتر مورد استفاده دانش پژوهان قرار می‌گرفت؛ لذا تنقیح و تصحیح جامع و کاملی را می‌طلبید و از آن رو که کتاب محتوی مطالب متنوع در علوم و فنون مختلف بود، انجام عمل مزبور از عهده هر کسی ساخته نبود. بدین جهت حسن حسن‌زاده آملی که در تمام فنون یاد شده تخصص و اطلاع کافی را داشته و دارند، این نسخه را تصحیح کرد و برای آن مقدمه‌ای که در تفرقه و امتیاز علوم ریاضی و هیوی از احکام نجومی و بیان اهمیت و لزوم معرفت نوع اول برای محصلان و مشتغلین به علوم دینی است، نگاشت.
علاوه بر این در جای کتاب بر حسب مقتضای حال و تناسب مقام تعلیقاتی زده‌اند که خواننده را در فهم مطالب مشکل کتاب کمک می‌کند و با رمز «ح» مشخص گردیده است. خزائن مصحح حسن‌زاده در تاریخ ۱۳۸۰ هجری قمری توسط کتابخانه علمیه اسلامیه چاپ و منتشر گردید.